# Barbara Kowalczyk
Barbara Kowalczyk, coniugata Dąbrowska (1933), è un'ex cestista polacca.

## Carriera
Con la Polonia ha disputato i Campionati mondiali del 1959 e tre edizioni dei Campionati europei (1952, 1956, 1958).